# Wanasalam (Ligung)
Wanasalam is een bestuurslaag in het regentschap Majalengka van de provincie West-Java, Indonesië. Wanasalam telt 2705 inwoners (volkstelling 2010).